# آشور نادين آهي الأول
آشور نادين آهي الأول كان ملك آشور من 1435 قبل الميلاد حتى 1420 قبل الميلاد. تولى الحكم بعد وفاة أبيه آشور رابي الأول لمدة 15 عامًا حتى أطاح به أخوه انليل ناصر الثاني. كشف في رسائل تل العمارنة عن تهنئته للفرعون المصري تحتمس الثالث لانتصاراته في سوريا وفلسطين.